# Jurminus
Jurminus was een prins en heilige uit de 7e eeuw. Jurminus maakte deel uit van de koninklijke familie van East-Anglia. Hij was waarschijnlijk een neef, heel misschien ook een zoon van koning Anna van East Anglia. Mogelijk was hij een zoon van Æthelhere van East Anglia, de broer en opvolger van Anna.
De heiligen Ethelreda, Sexburga, Ethelburga en Withburga waren zijn nichten (misschien zusters). De heilige Hereswitha was vermoedelijk zijn tante. Zijn heiligverklaring valt samen met de introductie van het Christendom in East-Anglia. Om die reden werd een groot deel van de koninklijke familie heilig verklaard. 
Over zijn leven doen twee verschillende verhalen de ronde. Volgens de meest waarschijnlijke versie sneuvelde hij in 653 op het slagveld. Volgens een andere versie trad hij in in de abdij van Faremoutiers, waar hij faam als biechtvader (confessor) zou hebben verworven. Hoe het ook zij, na zijn dood lag zijn lichaam vier eeuwen begraven in de abdij van Blythburgh, waar hij in de loop der jaren in de vergetelheid raakte. 
In 1095 kregen de overblijfselen van Jurminus echter een rol toebedeeld tijdens de grootse inwijding van de abdij van Bury St. Edmunds. Op zondag 29 april 1095 werden zijn relikwieën samen met die van de heilige Edmund de Martelaar, koning van East-Anglia, die in 869 tegen de Denen was gesneuveld) overgebracht naar de kathedraal van Bury St. Edmunds. Samen met een collega-heilige uit de 7e eeuw, Botulf, speelde Jurminus een bijrol in deze enscenering, de hoofdrol was voor Edmund de Martelaar. De kathedraal van Bury St. Edmunds groeide in de jaren daarna uit tot een belangrijk bedevaartsoord.
De feestdag van Jurminus werd op 23 februari gevierd.

## Voetnoten
1. ↑  (en)  Speculatie over afkomst
2. ↑  Willem van Malmesbury klaagt in 1095 dat hij zo goed als niets over Jurminus te weten kon komen, behalve dat hij een broer van Sint Ethelreda was.
3. ↑  Brian Daniel Starr, Ascent of the Saints, blz 203

## Externe bronnen
- (en)  Yarro, S, Saints and their communities: miracle stories in twelfth century England Verhaal over de translatie van zijn resten in 1095

- (en)  Brian Daniel Starr, Ascent of the Saints Heiligenleven[dode link]